# HS Hydrae
HS Hydrae (HD 90242) är en trippelstjärna belägen i den södra delen av stjärnbilden Vattenormen. Den har en högsta skenbar magnitud av ca 8,08 och kräver ett mindre teleskop för att kunna observeras. Baserat på parallax enligt Gaia Early Data Release 3 på ca 9,74 mas beräknas den befinna sig på ett avstånd av ca  335 ljusår (ca  103 parsec) från solen. Den rör sig närmare solen med en heliocentrisk radialhastighet av ca -7 km/s.

## Observation
Stjärnan fastställdes av W. Strohmeierand et al.1965, som en del av en undersökning av ljusstarka sydliga stjärnor, till att vara en Algolvariabel, vilket visar att den är en dubbelstjärna med en omloppslutning nära siktlinjen från jorden. DM Popper noterade en förmörkelseperiod på 1,568024 dygn för paret med en kombinerad uppskattad spektralklass av F3–F4. En långsiktig analys av systemets radiella hastigheter 1997 visade att en tredje medlem av systemet sannolikt kretsar runt det inre paret. Denna är förmodligen en liten röd dvärg med ungefär hälften av solens massa och en omloppsperiod på ca 190 dygn.
Det inre paret var en förmörkande binär under perioden 1920 till 2019. År 1997 visade observationer med Hipparcossatelliten att djupet av båda förmörkelserna var lägre än de var 20 år tidigare. År 2012 visade P. Zasche och A. Paschke att lutningen av omloppsplanet för det inre paret hade förändrats med 15° sedan upptäckten. Den tredje stjärnan i systemet får det inre parets omloppsbana att precessera, vilket resulterar i en förändring av lutningen med 7,8° under samma period. År 2022 hade förmörkelserna kommit till ett slut, med de sista observerade händelserna fångade av rymdteleskopet TESS 2019. Under primärstjärnans förmörkelse sjönk magnituden till 8,61 och under sekundärstjärnans förmörkelse sänktes magnituden till 8,55. Undersökning av tidigare data visade att förmörkelserna hade börjat i början av 1920-talet, och systemet förutspås återuppta förmörkelserna år 2125. 

## Egenskaper

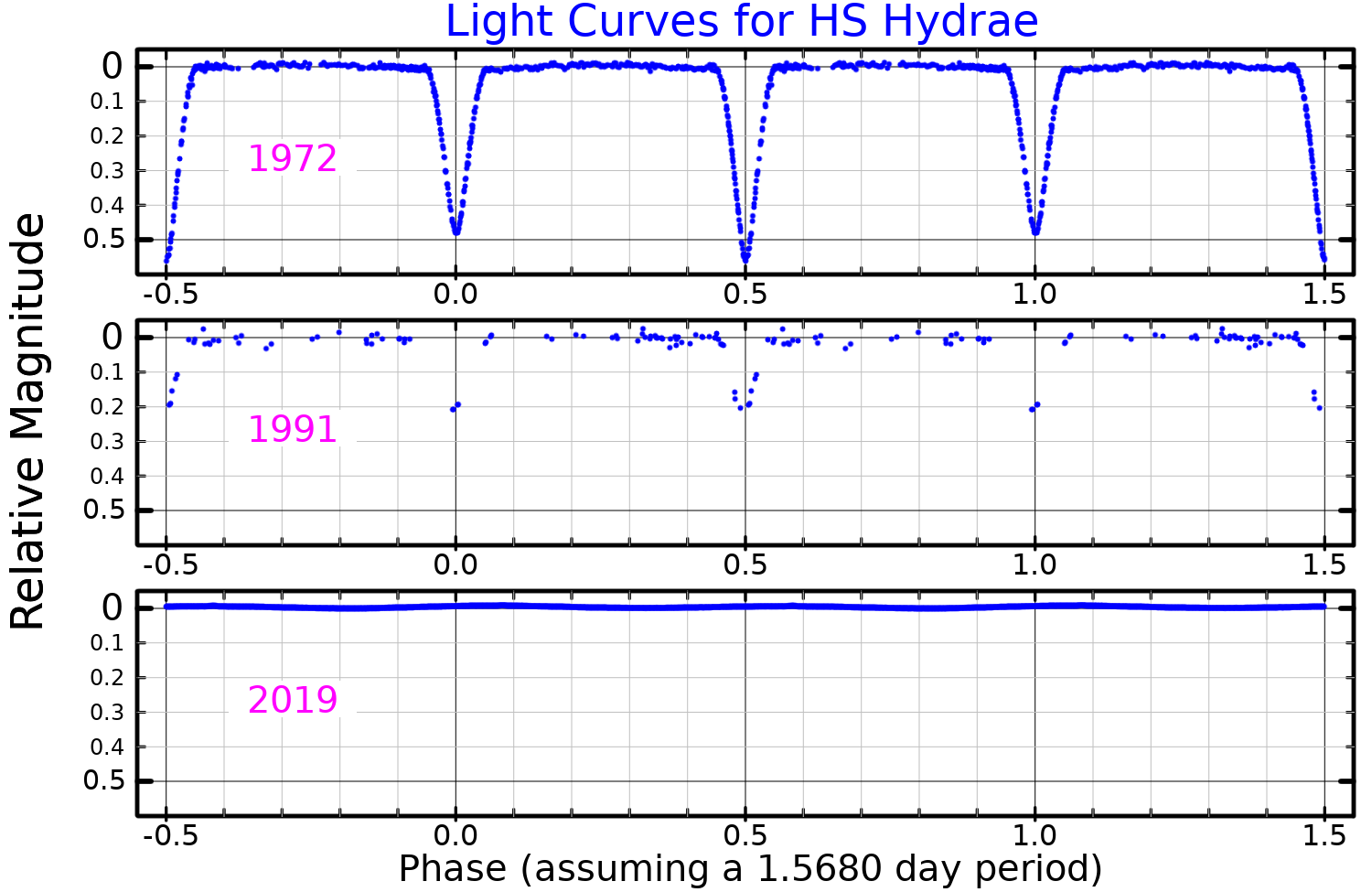
Ljuskurva som visar förmörkelserna av HS Hydrae under tre olika år. Det översta diagrammet är från data publicerade av Gyldenkerne et al., mittendiagrammet visar Hipparcosdata, och det nedersta diagrammet visar TESS-data.

Primärstjärnan HS Hydrae A är en gul till vit stjärna i huvudserien av kombinerad spektralklass F5 V. Den har en massa av ca 1,31 solmassa, en radie av ca 1,28 solradie och har en effektiv temperatur av ca 6 500 K. 
Följeslagaren, HS Hydrae B, är en stjärna av magnituden 6,62 och spektralklass B6 V. Den har en massa av ca 1,27 solmassor. och en radie av ca 1,22 solradie Den osynliga tredje komponenten, HS Hydrae C, har en massa av ca 56 procent av solens massa.